# Велика Базилика
Велика базилика у Плиски прва је катедрала аутокефалне бугарске архиепископије након христијанизације Бугарске. Са дужином од 99 метара и ширином од 29,5 метара, базилика је била једна од највећих хришћанских цркава на свету у 9. веку, тј. двоструко је већи од Партенона. До изградње базилике Светог Петра била је највећа црква на свету.
Површина базилике је 2920 м2. Црквене обреде у катедрали обављао је архиепископ, а у великим гозбама учествовао је и бугарски владар. Ископавања 1970-тих година прошлог века показују да је базилика обновљена, а испод ње су остаци друге базилике и темељи паганског протобугарског храма.